# Amphipneustes mironovi
Amphipneustes mironovi is een zee-egel uit de onderorde Paleopneustina. Voor de taxonomische positie, zie onder het geslacht.
De wetenschappelijke naam van de soort werd in 1991 gepubliceerd door Markov.